# 伽馬射線爆發光學/近紅外探測器

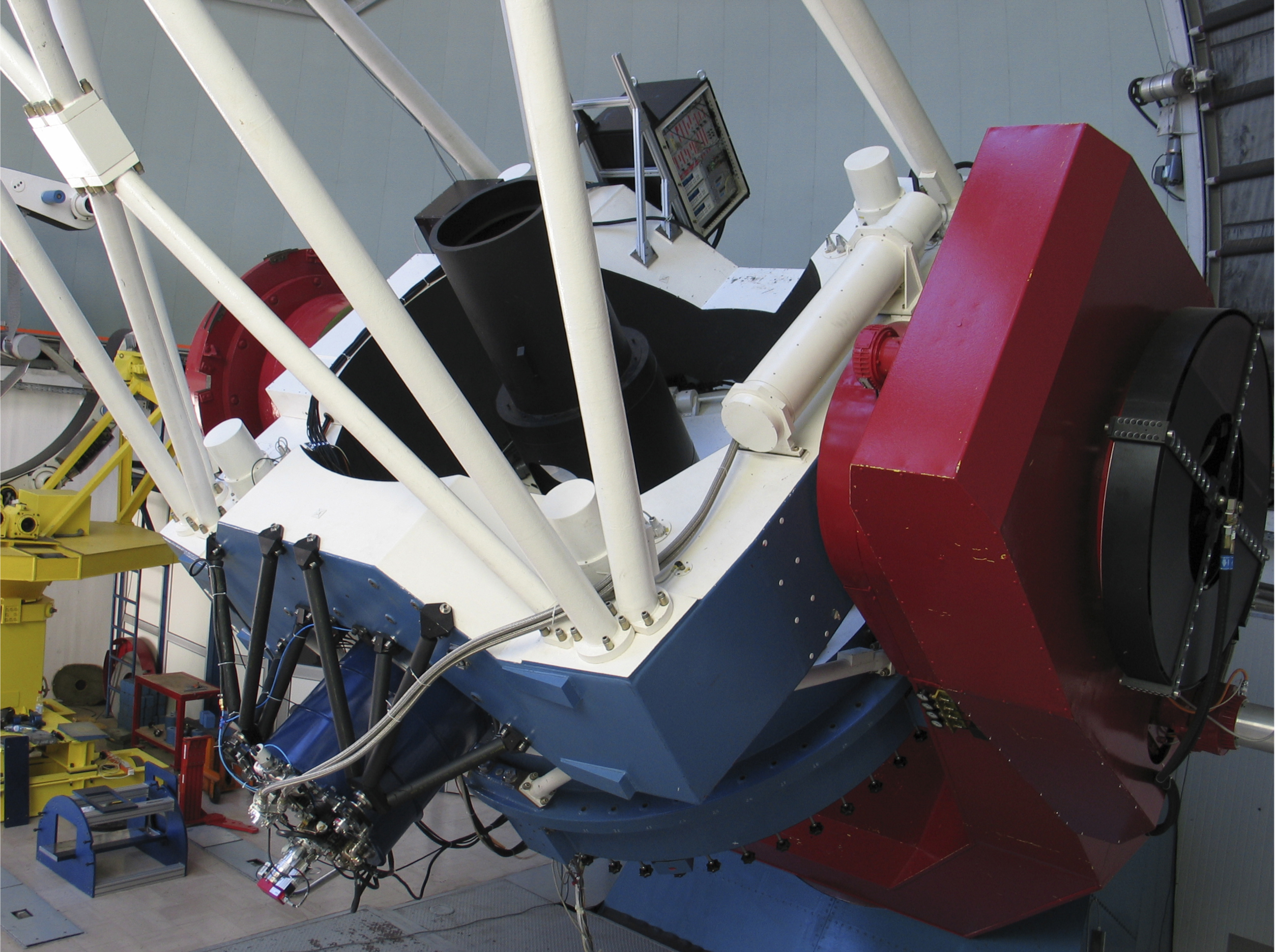
安裝在MPG/ESO望遠鏡上的GROND（左下角的深藍色圓柱體）

伽馬射線爆發光學/近紅外探測器 (GROND)是一種用於研究伽瑪射線暴餘輝的成像儀器，並使用凌日測光法對系外行星進行後續觀測。它架設在位於阿塔卡馬沙漠南部，智利聖地牙哥以北約600公里、海拔2400米的ESO拉西拉天文台的2.2米MPG/ESO望遠鏡上運行。

## 發現
- 2008年9月13日，Swift探測到伽瑪射線暴080913。GRND和VLT隨後確定其位於128億光年的距離處，使其成為觀測到的最遙遠的GRB，也是以光譜學確認的第二遙遠天體[4][5]。

- 2008年9月15日，美國國家航空暨太空總署的費米伽馬射線太空望遠鏡探測到伽馬射線暴080916C。2009年2月19日，美國國家航空暨太空總署宣佈，GRND團隊的工作表明，該GRB是迄今為止觀測到的能量最高的，與地球的距離為122億光年[6][7]。

## 外部連結
- GROND page at the Max Planck Institute for Extraterrestrial Physics （页面存档备份，存于）